# Eaton (Indiana)
Eaton és una població dels Estats Units a l'estat d'Indiana. Segons el cens del 2000 tenia 1.603 habitants.

## Demografia
Segons el cens del 2000, Eaton tenia 1.603 habitants, 619 habitatges, i 459 famílies. La densitat de població era de 552,6 habitants/km².
Dels 619 habitatges en un 40,2% hi vivien nens de menys de 18 anys, en un 57,2% hi vivien parelles casades, en un 11% dones solteres, i en un 25,7% no eren unitats familiars. En el 23,6% dels habitatges hi vivien persones soles el 9,2% de les quals corresponia a persones de 65 anys o més que vivien soles. El nombre mitjà de persones vivint en cada habitatge era de 2,59 i el nombre mitjà de persones que vivien en cada família era de 3.
Per edats la població es repartia de la següent manera: un 30,6% tenia menys de 18 anys, un 7,7% entre 18 i 24, un 29,8% entre 25 i 44, un 19,8% de 45 a 60 i un 12% 65 anys o més.
L'edat mediana era de 33 anys. Per cada 100 dones de 18 o més anys hi havia 91,4 homes.
La renda mediana per habitatge era de 31.563$ i la renda mediana per família de 35.625$. Els homes tenien una renda mediana de 31.573$ mentre que les dones 20.645$. La renda per capita de la població era de 13.833$. Entorn del 9,5% de les famílies i l'11,1% de la població estaven per davall del llindar de pobresa.

## Poblacions més properes
El següent diagrama mostra les poblacions més properes.